# 2023年滋賀県議会議員選挙
2023年滋賀県議会議員選挙（2023ねんしがけんぎかいぎいんせんきょ）は、滋賀県における議決機関の一つである滋賀県議会を構成する議員を全面改選するために行われる選挙である。第20回統一地方選挙の前半戦投票日である2023年4月9日に投票が行われた。

## 概要
滋賀県議会の任期4年が満了したことに伴って実施された選挙。
長浜市(4→3)が1減、守山市(2→3)は1増となった。

## 基礎データ
- 選挙事由：任期満了
- 選挙形態：地方議会議員選挙
- 告示日：2023年3月31日
- 投票日：2023年4月9日
- 選挙区：13区
- 定数：44名

## 当選者
自民党 
 チームしが 
 日本維新の会 
 立憲民主党 
 公明党 
 共産党 
 国民民主党 
 無所属 
| 大津市                   | 目片信悟 | 河村浩史   | 桐田真人 | 河井昭成   |
| 大津市                   | 桑野仁   | 節木三千代 | 野田武宏 | 清水ひとみ |
| 大津市                   | 佐口佳恵 | 岩崎和也   |          |            |
| 彦根市・犬上郡           | 中沢啓子 | 谷口典隆   | 赤井康彦 | 大野和三郎 |
| 長浜市                   | 川島隆二 | 柴田清行   | 中山和行 |            |
| 近江八幡市・竜王町       | 有村国俊 | 重田剛     | 今江政彦 |            |
| 草津市                   | 田中誠   | 白井幸則   | 奥村芳正 | 駒井千代   |
| 守山市                   | 岩佐弘明 | 小川泰江   | 森重重則 |            |
| 栗東市                   | 九里学   | 田中英樹   |          |            |
| 甲賀市                   | 村上元庸 | 田中松太郎 | 小河文人 |            |
| 野洲市                   | 井狩辰也 | 冨波義明   |          |            |
| 湖南市                   | 菅沼利紀 | 柴田栄一   |          |            |
| 高島市                   | 海東英和 | 清水鉄次   |          |            |
| 東近江市・日野町・愛荘町 | 加藤誠一 | 本田秀樹   | 木沢成人 | 周防清二   |
| 東近江市・日野町・愛荘町 | 谷成隆   |            |          |            |
| 米原市                   | 角田航也 |            |          |            |

### 補欠選挙
| 年     | 月日     | 選挙区       | 当選者   | 当選政党   | 欠員     | 欠員政党   | 欠員事由                         |
| ------ | -------- | ------------ | -------- | ---------- | -------- | ---------- | -------------------------------- |
| 2024年 | 11月10日 | 米原市選挙区 | 中川雅史 | 立憲民主党 | 角田航也 | チームしが | 米原市長選挙立候補準備のため辞職 |

### 議員動静
議員辞職
1. ↑  不祥事により、2024年11月11日に辞職。
2. ↑  米原市長選挙に立候補のため、2024年10月11日付で辞職。